# Радомишльська стоянка
Радомишльська стоянка — загальна назва чотирьох пізньопалеолітичних стоянок (Радомишль І, ІІ, ІІІ та IV), що знаходяться на північній околиці міста Радомишля Житомирської області, яка серед місцевого населення зветься «Звіринець». Пам'ятка розташовується на рівнинному плато лівого берега річки Тетерів. Займає невелике піднесення, складене дніпровською мореною, перекритою супіщано-суглинистими відкладами.
Стоянки були досліджені впродовж 1956—1965 років видатним українським вченим-археологом, доктором історичних наук, професором Іваном Гавриловичем Шовкоплясом (1921—1997). На підставі типології кремінних виробів він відніс їх до ранньої доби пізнього палеоліту. Зокрема, вчений відзначив наявність тут як середньопалеолітичних мустьєрських, так і пізньопалеолітичних знарядь, зокрема окремих «оріньякських» форм, а також різців, великих пластин і вістер з круговою ретушшю. На стоянці Радомишль і були знайдені шість розташованих півколом округлих скупчень великих кісток мамута, що були інтерпретовані як залишки конічних споруд. Вони залягали в суглинках на глибині 50-60 см. Дві радіовуглецеві дати свідчать про існування пам'ятки близько 19 тис. років тому. Після дослідження деякі експонати були передані в музеї Радомишля, Житомира, Києва, а інші, внаслідок поганого стану, були засипані на місті розкопок.
Важливе наукове значення Радомишльських стоянок полягає у тому, що вони засвідчили досить раннє заселення людьми багнистого регіону Києво-Житомирського Полісся.